# Willy Soemita
William (Willy) Soemita (Commewijne, 1 maart 1936 – 23 september 2022) was een Surinaams politicus. Hij was de leider van de Javaans-Surinaamse partij KTPI, waarvoor hij zitting had in het parlement en meerdere keren minister is geweest.

## Biografie
Zijn vader Iding Soemita was geboren op West-Java en als contractarbeider naar Suriname gekomen waar hij in 1949 de Kaum Tani Persatuan Indonesia (KTPI) oprichtte. Iding Soemita droeg in augustus 1972 het voorzitterschap van die Javaanse partij over aan zijn zoon Willy.
Willy Soemita was diensthoofd bij het departement van Economische Zaken. Bij de parlementsverkiezingen van 1973 werd hij verkozen tot lid van de Staten van Suriname maar ruim een maand later gaf hij het Statenlidmaatschap op om minister van Landbouw, Veeteelt en Visserij te worden. Omdat hij steekpenningen had aangenomen bij de uitgifte van landbouwgronden werd hij in 1977 veroordeeld tot een celstraf van 12 maanden. Na het herstel van de democratie in Suriname kon Soemita in 1988, ondanks zijn eerdere veroordeling, terugkeren als minister; ditmaal als minister van Sociale Zaken en Volkshuisvesting. Eind 1990 kwam hieraan een einde door de Telefooncoup. Van 1991 tot 1996 was hij opnieuw minister van dat laatste ministerie.
In 2005 gaf hij aan na tientallen jaren het voorzitterschap van de KTPI te willen overdragen waarna hij enige tijd later Sonny Kertoidjojo ging coachen om hem op te volgen. Begin 2007 besloot Kertoidjojo echter om zich niet kandidaat te stellen voor het partijvoorzitterschap. De intussen 71-jarige Soemita besloot daarop om zichzelf herkiesbaar te stellen waarna hij herkozen werd tot KTPI-voorzitter.
In november 2019 nam Soemita afscheid en nam Iwan Ganga de rol van voorzitter van hem over. Hij overleed op 23 september 2022. Willy Soemita is 86 jaar oud geworden.